# La Todolella
La Todolella és un municipi a la comarca dels Ports del País Valencià. Popularment, el poble és conegut també com la Tolella. És al sector central de la comarca, al límit amb la província de Terol. Limita amb els municipis d'Olocau del Rei, La Mata de Morella, Cinctorres i el Forcall, totes elles a la província de Castelló, i amb Bordó i Castellote, a la de Terol.

## Història
La Todolella sembla d'origen musulmà i després de ser conquistada per tropes de Jaume el Conqueridor va rebre del mateix i en favor de Ramon de Caldera, carta de poblament datada a València el 2 d'agost de 1242.
En 1691, aconsegueix de mans de Carles II la independència igual que els altres llogarets després de diversos segles de contínues lluites contra Morella per a aconseguir-la.
Durant la Guerra de Successió en 1710, La Todolella va ser escenari de la batalla de la Todolella al pont del riu Cantavella, entre morellans botiflers i miquelets.
El 2001 s'inventarià l'Arxiu Municipal.

## Alcaldia
Des de 2019 l'alcalde de la Todolella és Claudio Guardiola Alarcón d'Unión por Todolella (UPT).
| Període                       | Alcalde o alcaldessa                                                   | Partit polític | Data de possessió                | Observacions |
| ----------------------------- | ---------------------------------------------------------------------- | -------------- | -------------------------------- | ------------ |
| 1979–1983                     | Marcos Membrano Mestre                                                 | UCD            | 19/04/1979                       | --           |
| 1983–1987                     | Redento Armengot Querol                                                | PSPV-PSOE      | 28/05/1983                       | --           |
| 1987–1991                     | Redento Armengot Querol                                                | PSPV-PSOE      | 30/06/1987                       | --           |
| 1991–1995                     | Redento Armengot Querol                                                | PSPV-PSOE      | 15/06/1991                       | --           |
| 1995–1999                     | Antonio Milián Carceller                                               | PP             | 17/06/1995                       | --           |
| 1999–2003                     | Alfredo Pedro Querol Plana                                             | PP             | 03/07/1999                       | --           |
| 2003–2007                     | Alfredo P. Querol Plana                                                | PP             | 14/06/2003                       | --           |
| 2007–2011                     | Alfredo P. Querol Plana                                                | PP             | 16/06/2007                       | --           |
| 2011–2015                     | Alfredo P. Querol Plana José Ángel Cerdán Cano Alfredo P. Querol Plana | PP             | 11/06/2011 07/12/2012 13/08/2014 | Dimissió --  |
| 2015–2019                     | Ricardo Miravet Toutain                                                | PSPV-PSOE      | 13/06/2015                       | --           |
| 2019-2023                     | Javier Querol Guardiola                                                | UPT            | 15/06/2019                       | --           |
| Des de 2023                   | n/d                                                                    | n/d            | 17/06/2023                       | --           |
| Fonts: Generalitat Valenciana |                                                                        |                |                                  |              |

## Demografia
| 1990 | 1992 | 1994 | 1996 | 1998 | 2000 | 2002 | 2004 | 2006 | 2008 | 2010 | 2013 |
| ---- | ---- | ---- | ---- | ---- | ---- | ---- | ---- | ---- | ---- | ---- | ---- |
| 160  | 150  | 147  | 138  | 136  | 144  | 140  | 134  | 140  | 143  | 137  | 152  |

## Monuments

### Monuments religiosos
- Ermita de Sant Cristòfol
- Ermita de Sant Onofre
- Església parroquial de Sant Bartomeu
- Església de Saranyana: església parroquial del llogaret de Saranyana, dedicada a Santa Quitèria i Sant Miquel

### Monuments civils
- Castell de La Todolella, del segle xiv. En el més alt de la població destaca per la seva grandesa un palau-castell de planta quadrangular i bon estil, va ser sens dubte la residència dels seus primers senyors feudals.
- Ajuntament. Edifici d'interès arquitectònic.
- Pont. Prop de la població hi ha el pont sobre el riu Cantavella construït al segle xv.
- Forat del Lladre. Situat a la mola de la Todolella.
- Mola de la Todolella. Situada en el terme d'aquesta població.
- La Presó. Situada a la plaça del poble.

## Llocs d'interès
- la Saranyana. Al terme municipal es troba Saranyana, Podria tenir possibilitats de ser la ciutat romana de "Sarna" (esmentada en l'Ora Marítima d'Avienus, però de dubtosa existència). Avui solament queden els murs i l'absis de la primitiva església romànica, l'actual església, l'antic ajuntament i algunes cases.

## Festes locals
- Sant Antoni o Santantonada. El dissabte següent a la segona lluna vella d'hivern, és a dir, una setmana abans de Carnestoltes.
- Les Tronques. El diumenge de carnestoltes en la plaça del poble es rosteix carn per a després subhastar-la entre els assistents.
- Rogativa a Sant Cristòfol. Se celebra l'1 de maig.
- Festes majors. 24 i 25 d'agost.
- Antiga festa major de Saranyana a San Miquel. Se celebra el 29 de setembre.

A més, La Todolella va acollir la primera edició de l'Aplec dels Ports, l'any 1978. Des de llavors, s'ha celebrat en dues ocasions més, els anys 1987 i 1997.

## Nota tràgica
Al febrer del 2005, la Todolella saltava a la primera plana dels successos. A causa d'una mala combustió a les estufes de butà, van morir per asfíxia 18 persones que estaven a un alberg de la localitat. En record seu, Morella va acollir una missa a la qual assistiren 2.000 persones, incloent el President de la Generalitat de Catalunya, la família reial espanyola, i la vicepresidenta del govern espanyol María Teresa Fernández de la Vega.